# Братусь, Василий Дмитриевич
Василий Дмитриевич Братусь (26 декабря 1916 (8 января 1917), поселок Дашковское, Актюбинский уезд, Тургайская область, Российская империя — 11 октября 2008, Киев, Украина) — украинский советский учёный, член-корреспондент Академии медицинских наук Украины, избран 1993 г. по специальности хирургия, член-корреспондент НАН Украины (1974 г.), доктор медицинских наук (1962 г.), профессор (1963 г.), лауреат премии им. А. А. Богомольца НАН Украины (1968 г.), лауреат Государственной премии УССР в области науки и техники (1982), Заслуженный деятель науки (1988 г.), профессор кафедры факультетской хирургии Национального медицинского университета им. А. А. Богомольца.

## Биография
Родился 8 января 1917 года в посёлке Дашковское Актюбинского уезда (ныне — Казахстан). Детство прошло в селе Рогозов Бориспольского района.
С четвёртого курса Киевского медицинского института Братуся, было переведено 1939 года в новоорганизованную в Куйбышеве Военно-медицинскую академию, которую окончил в 1940 г. В финской кампании он принимал участие как врач лыжного батальона. Как кадровый армейский хирург прошёл Великую Отечественную войну.
В 1947 году успешно защищает кандидатскую диссертацию, позже становится доцентом Киевского института усовершенствования врачей. В течение 1957-1959 — директор этого института. С 1959 до 1966 был ректором Киевского медицинского института
В 1962 г. защитил докторскую диссертацию «Хирургическое лечение термических ожогов». Ученик профессоров Н. Н. Ахутина, М. И. Коломийченко. С 1963 — заведующий кафедрой Киевского медицинского института.
Талант ученого, педагога и организатора не остался не замеченным. Василия Дмитриевича приглашают на работу в Министерства здравоохранения УССР. Сначала он работает начальником управления учебных медицинских заведений, впоследствии стал заместителем министра, а в течение 1954-1956 и 1969-1975 — министр здравоохранения УССР.

## Научная деятельность
Автор 458 научных трудов, в том числе 12 монографий, посвященных хирургическому лечению заболеваний органов пищеварения, особенно язвенной болезни и холециститов, ожогов, истории развития медицинской науки и здравоохранения на Украине. 15 работ опубликованы в зарубежных изданиях, 8 авторских свидетельств. Подготовил 4 докторов и 14 кандидатов медицинских наук.
Основные научные труды:
- «Термические ожоги» (1963 г.);
- «Острые желудочные кровотечения» (1971 г.);
- «Интенсивная терапия в неотложной хирургии» (1980 г.);
- «На пути к антисептике и обезболиванию в хирургии»(1985 г.);
- «Геморрагический шок» (1989 р.).
- Автор книги «Спогади про минуле, погляди на сучасне» (2007 р.)

## Общественная деятельность
Депутат Верховного Совета УССР 4-го (от Крымской обл) и 8-го созывов.
Член Правления международного общества хирургов. С 1974 года заместитель председателя Правления Республиканского научного общества хирургов, член редколлегии журнала «Клиническая хирургия». В течение 30 лет работал на общественных началах президентом медицинской секции Украинского общества дружбы и культурной связи с зарубежными странами.
В 1956 года был делегатом Украинской ССР на XIII сессии ООН в Нью-Йорке, трижды выступал с докладами. По его инициативе на XIII сессии ООН 1959 год был объявлен Международным годом здоровья.

## Награды
- Орден князя Ярослава Мудрого V ст. (5 октября 2006)[2]
- Орден «За заслуги» II ст. (24 сентября 2001)[3]
- Награждён орденами Ленина, Трудового Красного Знамени, Октябрьской Революции, Красной Звезды, Отечественной войны и 16 медалями Советского Союза
- Заслуженный деятель науки и техники Украинской ССР (28 августа 1991)[4]
- Государственная премия Украинской ССР в области науки и техники 1982 года — за цикл работ «Разработка патогенеза ожоговой травмы, диагностики, лечения, системы организации помощи и реабилитации травмированных ожогами в Украинской ССР» (в составе коллектива)[5]